# Autostrada A33 (Niemcy)
Autostrada A33 (niem. Bundesautobahn 33 (BAB 33) także Autobahn 33 (A33)) – autostrada w Niemczech łącząca autostrady A30 na północy z A44 na południu. A33 obsługuje ruch samochodowy relacji Holandia/Niemcy Północno-Zachodnie-Saksonia/Turyngia.
Historia autostrady A33 rozpoczęła się już w latach 60. XX wieku jako uzupełniającej drogi krajowej B68 (lub też B68n).

## Przebieg
A33 rozpoczyna się na wschód od Osnabrück w Belm jako dwupasmowa trasa szybkiego ruchu, która odgałęzia się od B51. W obszarze Schinkel (dzielnica Osnabrück) poprzez węzeł Osnabrück-Schinkel przechodzi we właściwą A33, nieco później krzyżuje się z autostradą A30 w węźle autostradowym OS-Süd i przebiega wzdłuż miejscowości Georgsmarienhütte, Hilter am Teutoburger Wald, Bad Rothenfelde i Dissen am Teutoburger Wald. Dalej w kierunku Bielefeld na wysokości Borgloh/Kloster Oesede i krótko przed Hilter znajdują się charakterystyczne wzniesienia, a przed Dissen stroma pochyłość. A33 kończy się tymczasowo po około 8 km w Borgholzhausen przy B476.
Od węzła autostradowego Kreuz Bielefeld, który leży 8 km na południowy wschód od końca rozbudowy Borgholzhausen A33 biegnie ponownie i przechodzi przez miejscowości Bielefeld-Sennestadt, Schloß Holte-Stukenbrock, Hövelhof, Paderborn oraz Borchen prowadząc ostatecznie do węzła autostradowego Kreuz Wünnenberg-Haaren, gdzie krzyżuje się z A44 (przebiega na trasie Dortmund-Kassel) i przechodzi w B480.
Między przyłączem Dissen/Bad Rothenfelde a Dissen-Süd zbudowany jest 700-metrowej długości tunel akustyczny, który z początku budowany był w tzw. korytarzu, a następnie dopiero zabudowany.

## Planowanie

### Łącznik między Borgholzhausen a Bielefeld
Między węzłem autostradowym Kreuz Bielefeld a Borgholzhausen ma powstać łącznik, gdyż istniejąca B68 nie jest w stanie podołać wzmożonemu ruchowi ulicznemu (głównie na obszarze miasta Halle (Westf.)). Trasa ta powstanie w trzech odcinkach. Budowa pierwszego odcinka między A2 a B61 („Ostwestfalendamm”) już się rozpoczęła, lecz nie zostały rozwiązane wszystkie formalności prawne i dlatego według danych władz okręgowych zostanie ukończony w 2010 roku.
Zatwierdzenie planu dla drugiego odcinka Bielefeld-Steinhagen przewidują władze kręgu Detmold na lato 2007.

### Dalsza rozbudowa do A1
Na północy miasta Osnabrück, od rozbudowywanej części Osnabrück-Schinkel planuje się przedłużyć A33 do autostrady A1. Ten odcinek przebiegał będzie przez obszary objęte europejskim programem ochrony przyrody Natura 2000. Planowaniem zajmuje się odpowiedzialna za budowę dróg na tym obszarze jednostka władzy kraju związkowego Dolnej Saksonii.
A33 Północ będzie miał długość 9 km, zajmował będzie w sumie 52 hektary powierzchni. W przewadze przebiegał będzie przez tereny wiejskie i lasy, a ukończony powinien zostać do roku 2015. Jednak organizacje mające na celu ochronę środowiska krytykują wszelkie plany rozbudowy i postulują rozbudowę istniejących A1 i A30.
Miejsce krzyżowania się A33 z A1 po ukończeniu budowy znajdować się będzie najprawdopodobniej między węzłami Bremsche a Osnabrück-Nord. Skrzyżowanie autostrad na A1 otrzyma wtedy numer 69. Zostało to uwzględnione już wcześniej, gdyż AS Bremsche autostrady A1 ma nr 68, a następnemu AS Osnabrück Nord przydzielono nr 70.

## Nazewnictwo
Po wybudowaniu A33 będzie miała 100 km i będzie podzielona nomenklaturowo na trzy odcinki. Odcinek Osnabrück-Bielefeld określany będzie jako „Teutoburger-Wald-Autobahn” (niem. Autostrada Las Teutoburski), między Bielefeld a Paderborn będzie się nazywał „Senneautobahn” (niem. Autostrada pastwiskowa) a część między Paderborn a węzłem autostradowym Kreuz Wünnenberg-Haaren nazywać się będzie „Ostwestfalenmagistrale” (niem. Magistrala wschodniej Westfalii).